# Lepidosperma tuberculatum
Lepidosperma tuberculatum är en halvgräsart som beskrevs av Christian Gottfried Daniel Nees von Esenbeck. Lepidosperma tuberculatum ingår i släktet Lepidosperma och familjen halvgräs.

## Underarter
Arten delas in i följande underarter:
- L. t. grande
- L. t. tuberculatum